# قاسم أباد دو (كوه بنج)
قاسم أباد دو (بالإنجليزية: Qasemabad-e Do)‏ هي مستوطنة تقع في إيران في البلدة المركزية.